# لیتراک
لیتراک (انگلیسی: Litrak) شرکت ترابری مالزیایی است، که در سال ۱۹۹۵ تأسیس شد.